# Lorenzo Sacchetti

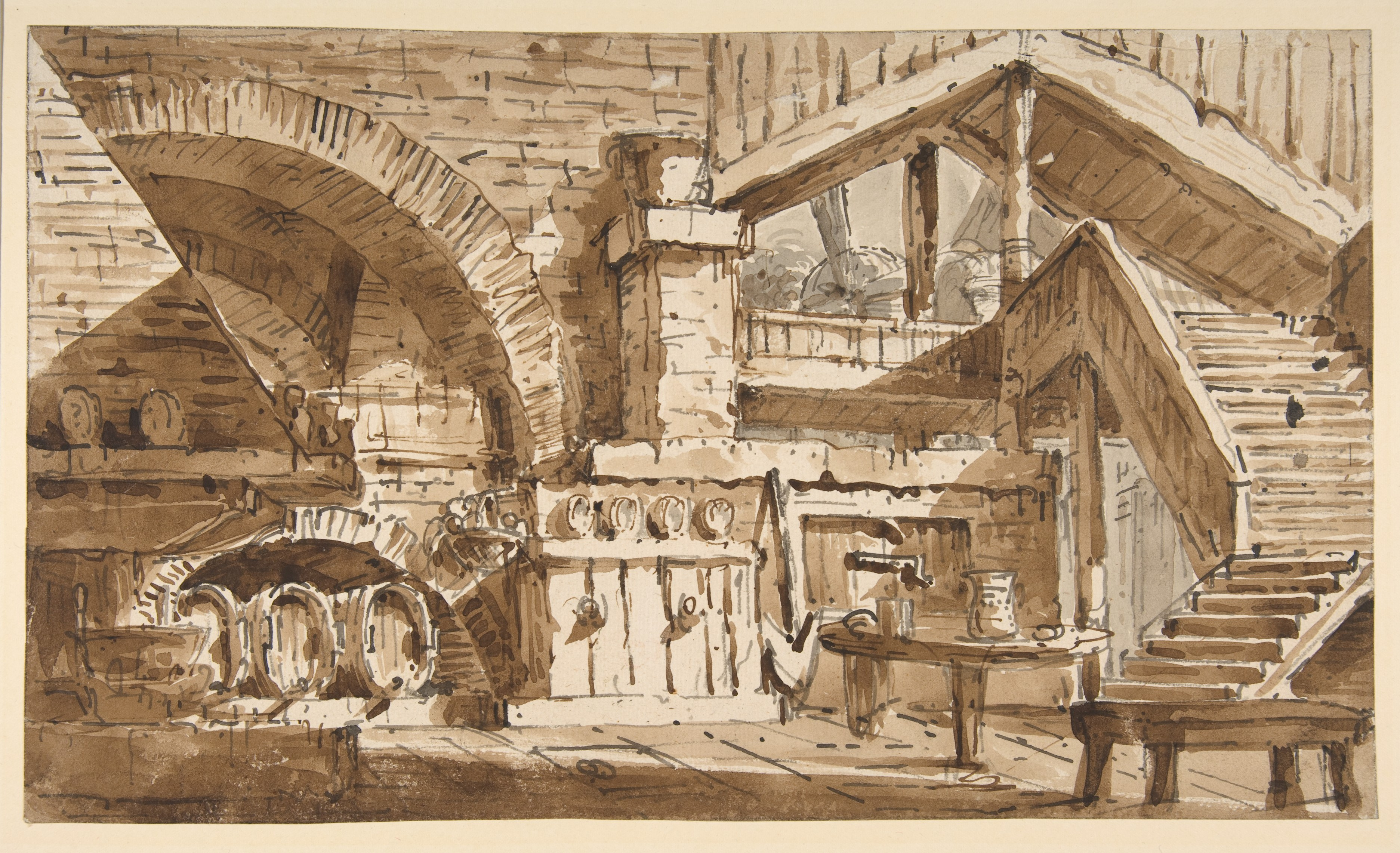
Lorenzo Sacchetti: Návrh divadelní scény (venkovská kuchyně)

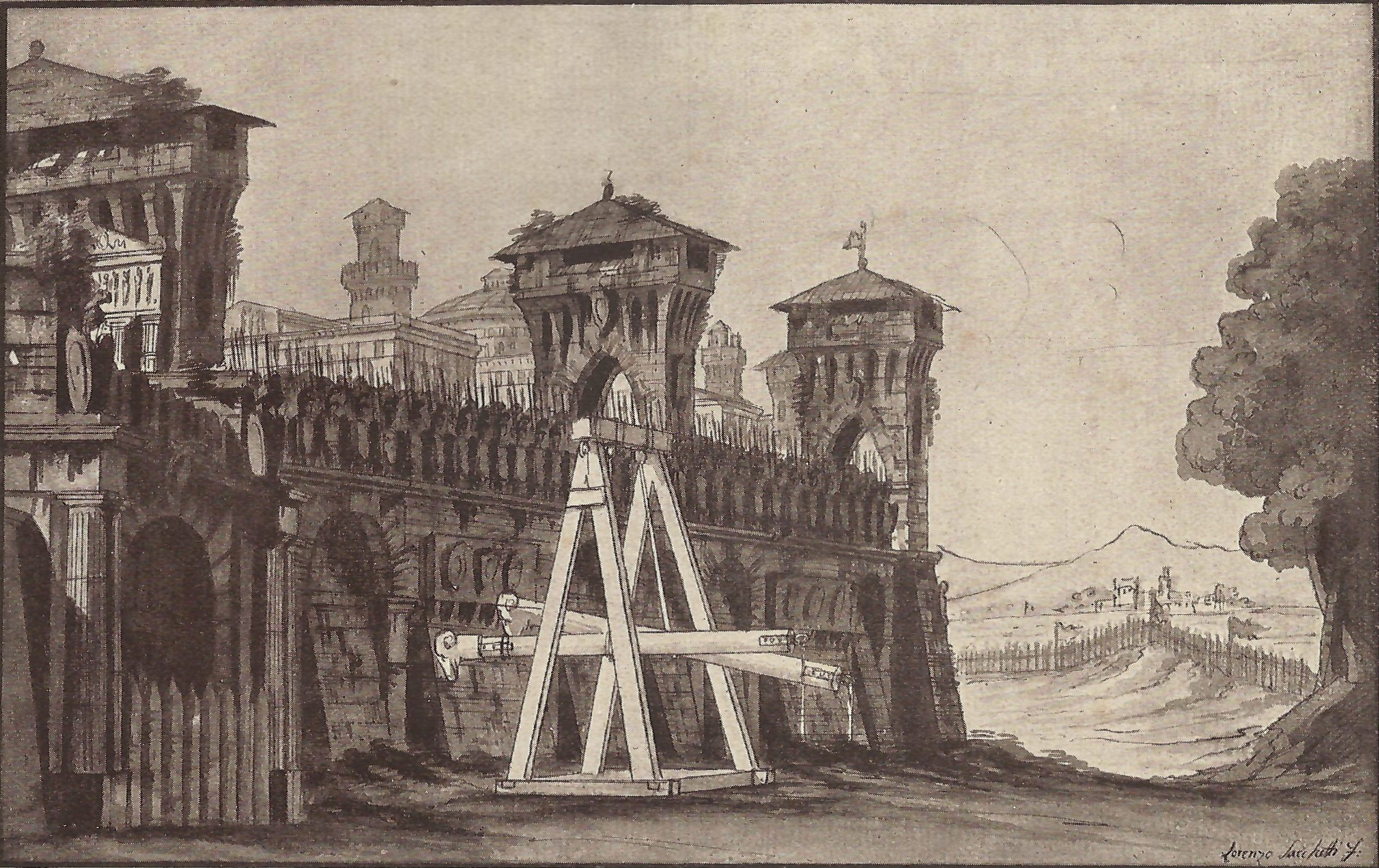
Lorenzo Sacchetti: Návrh divadelní scény

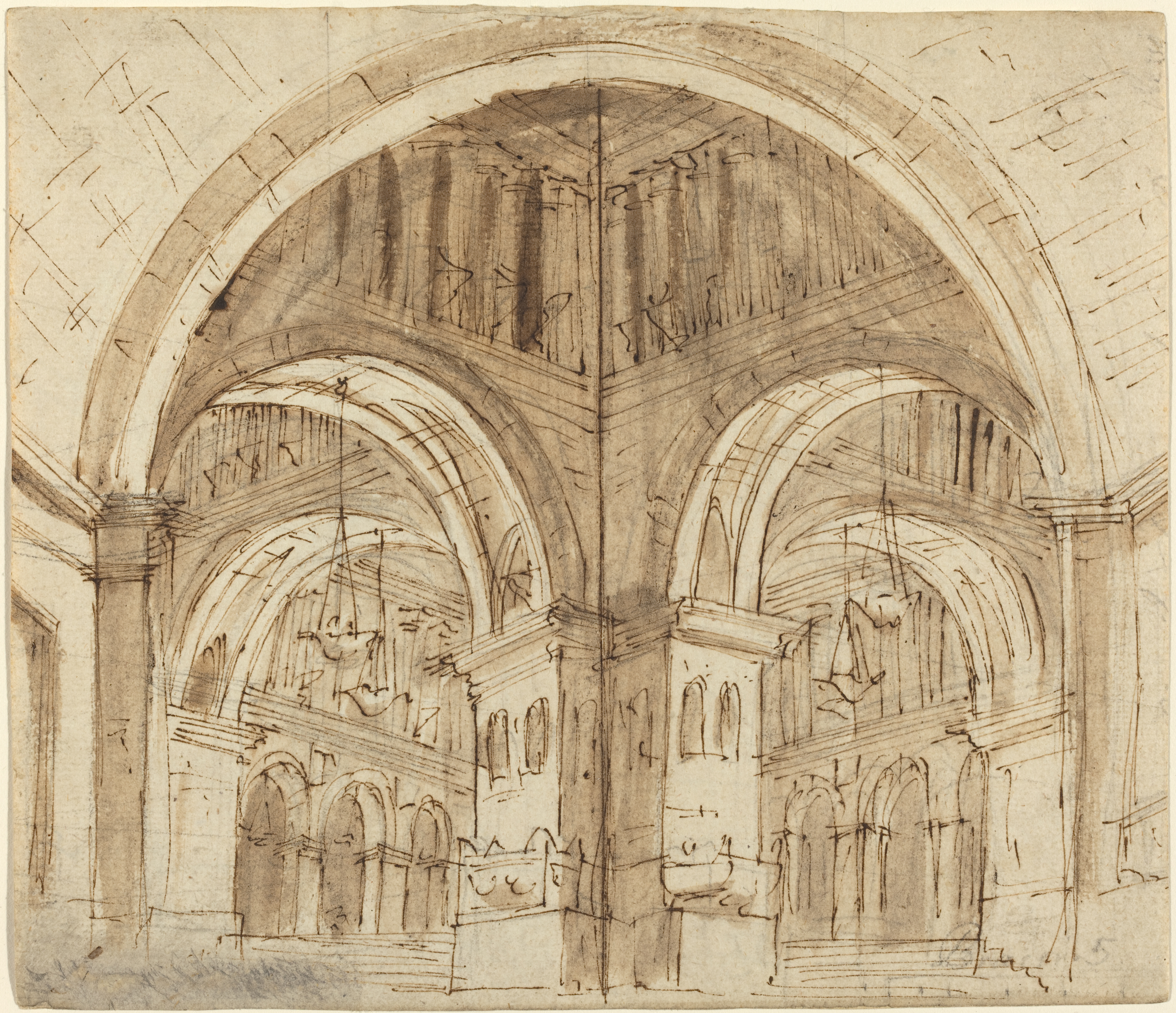
Lorenzo Sacchetti: Kresba (Národní galerie ve Washingtonu)

Lorenzo Sacchetti (22. června 1759 Padova – 11. února 1836 Vídeň) byl divadelní malíř italského původu, působící v letech 1814–1830 v českých zemích (Praha, Brno). Jeho syn Antonio Sacchetti byl též divadelní malíř.

## Život
Narodil se v Padově, bližší údaje zdroje neuvádějí. Od roku 1785 byl malířem dekorací v Benátkách, kde byl též v letech 1790–94 profesorem perspektivy na místní Akademii výtvarných umění. V letech 1791–1812 vytvářel divadelní dekorace ve Vídni.
V období 1814–1817 pracoval spolu se svým synem Antoniem v Brně, kde maloval divadelní dekorace, v roce 1818 se přestěhovali do Prahy a působili ve Stavovském divadle. Lorenzo Sacchetti zůstal v Praze i po odjezdu syna do Varšavy, jako autor pražských divadelních dekorací byl naposledy uveden v roce 1830. Rovněž je uveden jako autor návrhu Měšťanského divadla v Plzni, první účelové divadelní budovy ve městě, postavené v letech 1831 až 1832.
Zemřel ve Vídni roku 1836.

### Rodinný život
Malíř Antonio Sacchetti byl jeho syn, další malíř Vincenzo Sacchetti je uváděn jako jeho bratr, případně syn nebo synovec.

## Dílo (výběr)
Jeho scénické dílo představuje klasické barokní a klasicistní divadelní výtvarnictví.

### Divadelní dekorace
Po práci malíře dekorací v Benátkách působil v letech 1791–1812 ve Vídni. Zachovala se skica z roku 1798 k Mozartově Kouzelné flétně, byl autorem dekorací k dalším jeho operám a k operám Salieriho.
Divadelní dekorace v Brně a ve Stavovském divadle v Praze vytvářel ve spolupráci se synem Antoniem. Pro scény využíval konkrétní náměty existujících scenérií.

### Jiná díla

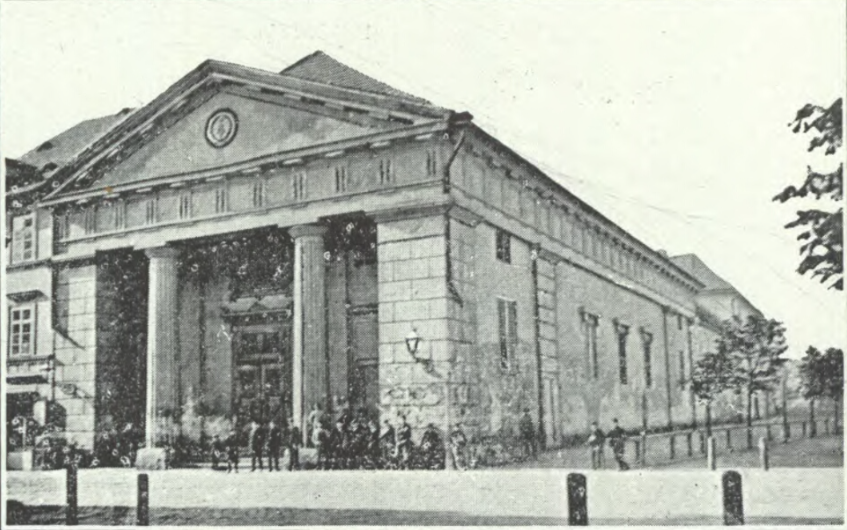
Staré městské divadlo v Plzni

- V Brně vytvořil spolu se synem Antoniem a Vincencem Sacchettim fresky v sále a chodbách Reduty.
- Byl autorem interiérů původního klasicistního divadla v Opavě (výstavba 1804–1805)[7]
- Byl hlavním architektem starého plzeňského divadla (postaveno 1832, zbořeno 1902)[8]
- V roce 1830 vydal v Praze italsko–německou odbornou publikaci o základech divadelního malířství (německý název Faßlicher Unterricht Anfangsgründen der Theater-Mahlerei / allen Jünglingen, welche in diese Kunstschule eingeführt zu werden wünschen, gewidmet von Lorenz Sacchetti)